# SCAMP3
SCAMP3 (англ. Secretory carrier membrane protein 3) – білок, який кодується однойменним геном, розташованим у людей на короткому плечі 1-ї хромосоми.  Довжина поліпептидного ланцюга білка становить 347 амінокислот, а молекулярна маса — 38 287.
| 10         |  | 20         |  | 30         |  | 40         |  | 50         |
| ---------- |  | ---------- |  | ---------- |  | ---------- |  | ---------- |
| MAQSRDGGNP |  | FAEPSELDNP |  | FQDPAVIQHR |  | PSRQYATLDV |  | YNPFETREPP |
| PAYEPPAPAP |  | LPPPSAPSLQ |  | PSRKLSPTEP |  | KNYGSYSTQA |  | SAAAATAELL |
| KKQEELNRKA |  | EELDRREREL |  | QHAALGGTAT |  | RQNNWPPLPS |  | FCPVQPCFFQ |
| DISMEIPQEF |  | QKTVSTMYYL |  | WMCSTLALLL |  | NFLACLASFC |  | VETNNGAGFG |
| LSILWVLLFT |  | PCSFVCWYRP |  | MYKAFRSDSS |  | FNFFVFFFIF |  | FVQDVLFVLQ |
| AIGIPGWGFS |  | GWISALVVPK |  | GNTAVSVLML |  | LVALLFTGIA |  | VLGIVMLKRI |
| HSLYRRTGAS |  | FQKAQQEFAA |  | GVFSNPAVRT |  | AAANAAAGAA |  | ENAFRAP    |

A: Аланін

C: Цистеїн

D: Аспарагінова кислота

E: Глутамінова кислота

F: Фенілаланін

G: Гліцин

H: Гістидин

I: Ізолейцин

K: Лізин

L: Лейцин

M: Метіонін

N: Аспарагін

P: Пролін

Q: Глутамін

R: Аргінін

S: Серин

T: Треонін

V: Валін

W: Триптофан

Кодований геном білок за функцією належить до фосфопротеїнів. 
Задіяний у таких біологічних процесах як транспорт, транспорт білків, поліморфізм. 
Локалізований у мембрані.